# Richard Windbichler
Richard Windbichler (sinh ngày 2 tháng 4 năm 1991) là một cầu thủ bóng đá Áo thi đấu cho Ulsan Hyundai.

## Sự nghiệp câu lạc bộ
Ngày 20 tháng 1 năm 2017, Richard Windbichler gia nhập đội bóng tại K League Classic Ulsan Hyundai. Anh là cầu thủ Áo đầu tiên thi đấu ở K League 1.

## Thống kê câu lạc bộ
| Câu lạc bộ          | Mùa giải | Giải vô địch | Giải vô địch | Cúp     | Cúp       | Cúp Liên đoàn | Cúp Liên đoàn | Châu Âu | Châu Âu   | Tổng    | Tổng      |
| Câu lạc bộ          | Mùa giải | Số trận      | Bàn thắng    | Số trận | Bàn thắng | Số trận       | Bàn thắng     | Số trận | Bàn thắng | Số trận | Bàn thắng |
| ------------------- | -------- | ------------ | ------------ | ------- | --------- | ------------- | ------------- | ------- | --------- | ------- | --------- |
| Admira Wacker       |          |              |              |         |           |               |               |         |           |         |           |
| 2009–10             | 13       | 0            | 2            | 0       | 0         | 0             | 0             | 0       | 15        | 0       |           |
| 2010–11             | 16       | 2            | 0            | 0       | 0         | 0             | 0             | 0       | 16        | 2       |           |
| 2011–12             | 21       | 0            | 0            | 0       | 0         | 0             | 0             | 0       | 21        | 0       |           |
| 2012–13             | 22       | 1            | 2            | 0       | 0         | 0             | 3             | 0       | 27        | 1       |           |
| 2013–14             | 29       | 2            | 3            | 0       | 0         | 0             | 0             | 0       | 32        | 2       |           |
| Tổng                | 101      | 5            | 7            | 0       | 0         | 0             | 3             | 0       | 111       | 5       |           |
| Tổng cộng sự nghiệp |          | 101          | 5            | 7       | 0         | 0             | 0             | 3       | 0         | 111     | 5         |

Cập nhật đến trận đấu diễn ra ngày 16 tháng 6 năm 2014.